# Sphinx pitzahuac
Sphinx pitzahuac är en fjärilsart som beskrevs av Josef Mooser 1947. Sphinx pitzahuac ingår i släktet Sphinx och familjen svärmare. Inga underarter finns listade i Catalogue of Life.